# Nepenthes veitchii
Nepenthes veitchii este o specie de plante carnivore din genul Nepenthes, familia Nepenthaceae, ordinul Caryophyllales, descrisă de Joseph Dalton Hooker. Conform Catalogue of Life specia Nepenthes veitchii nu are subspecii cunoscute.

## Galerie de imagini

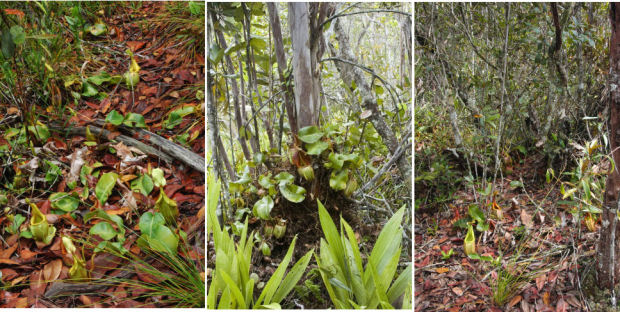
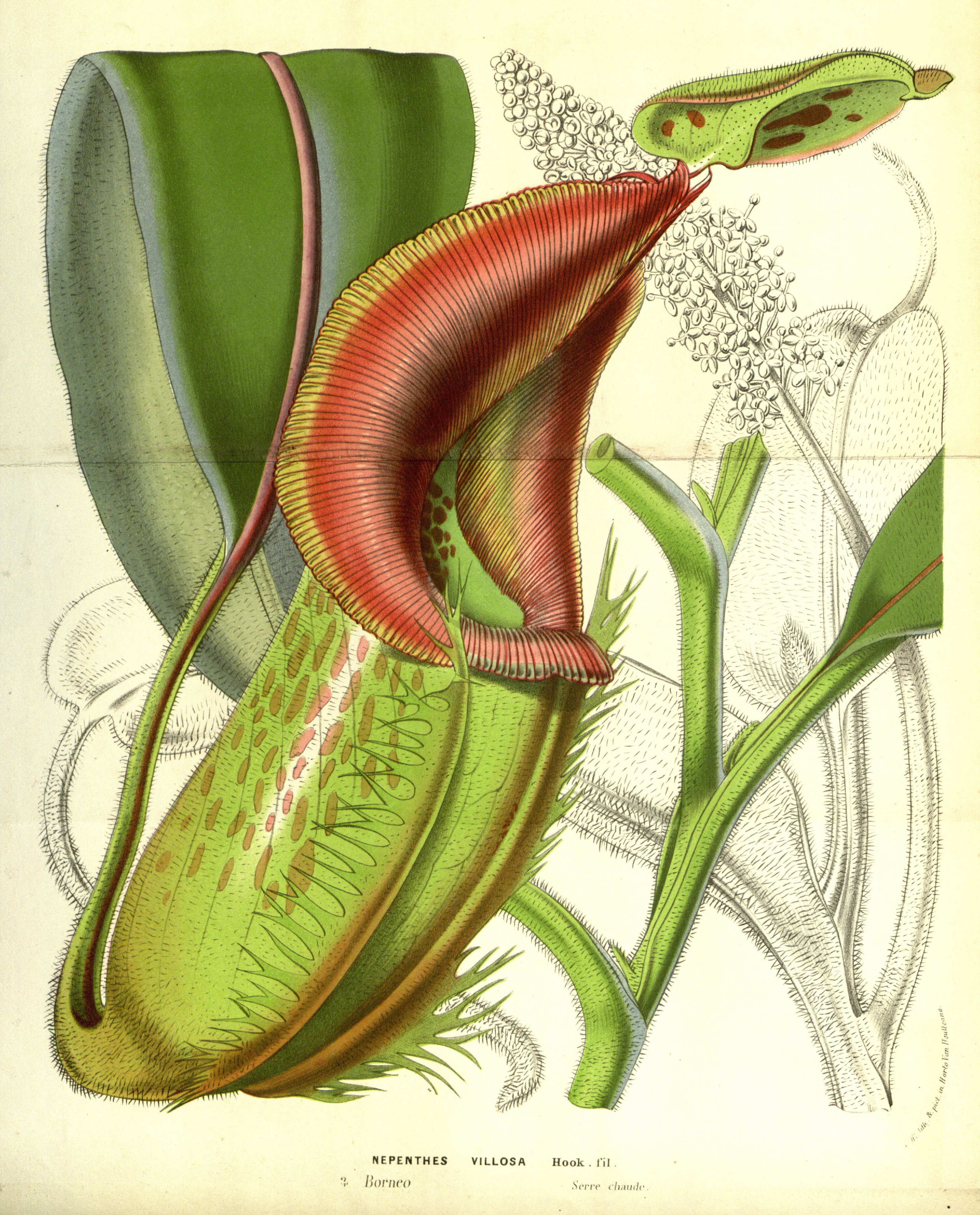
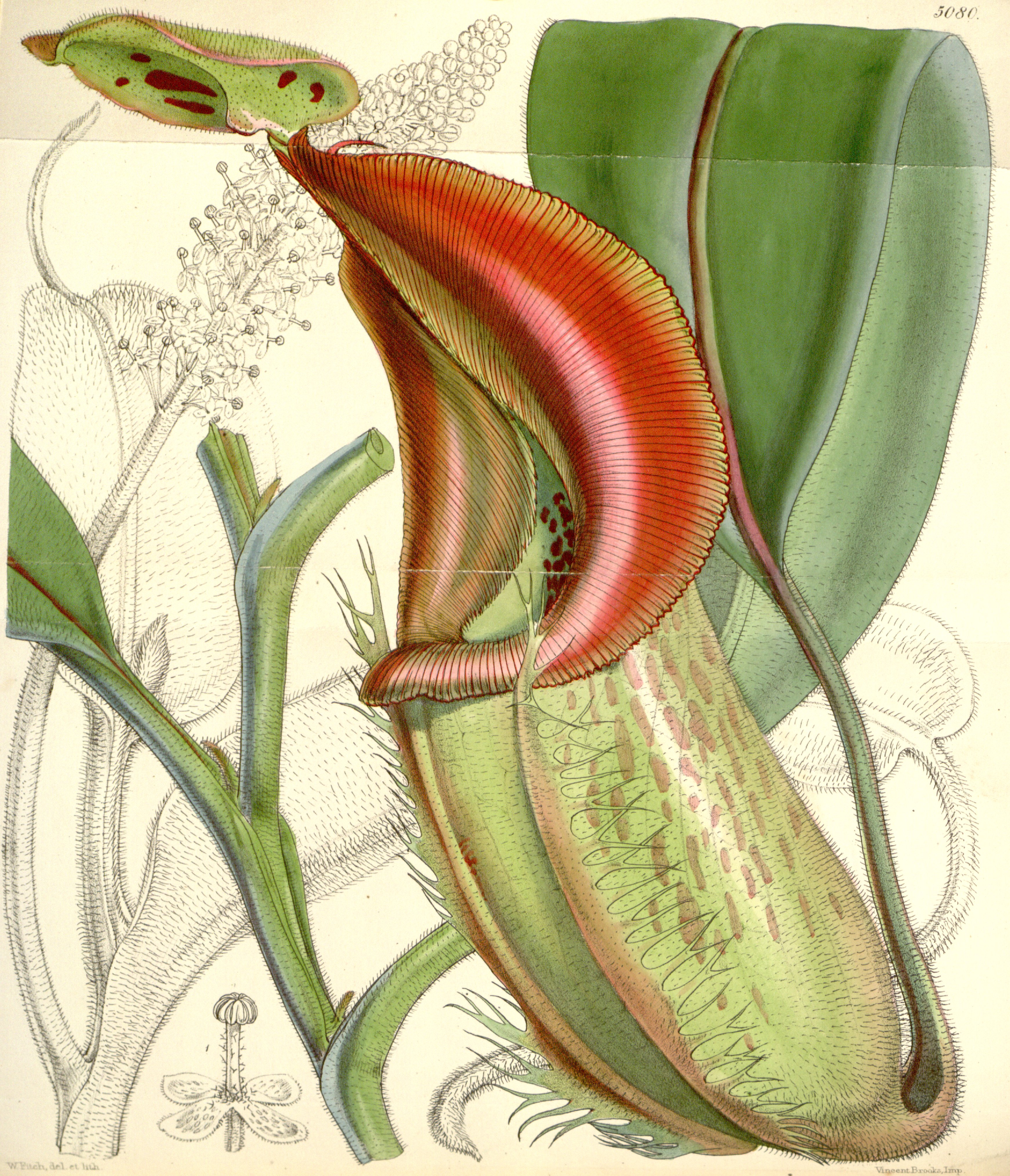
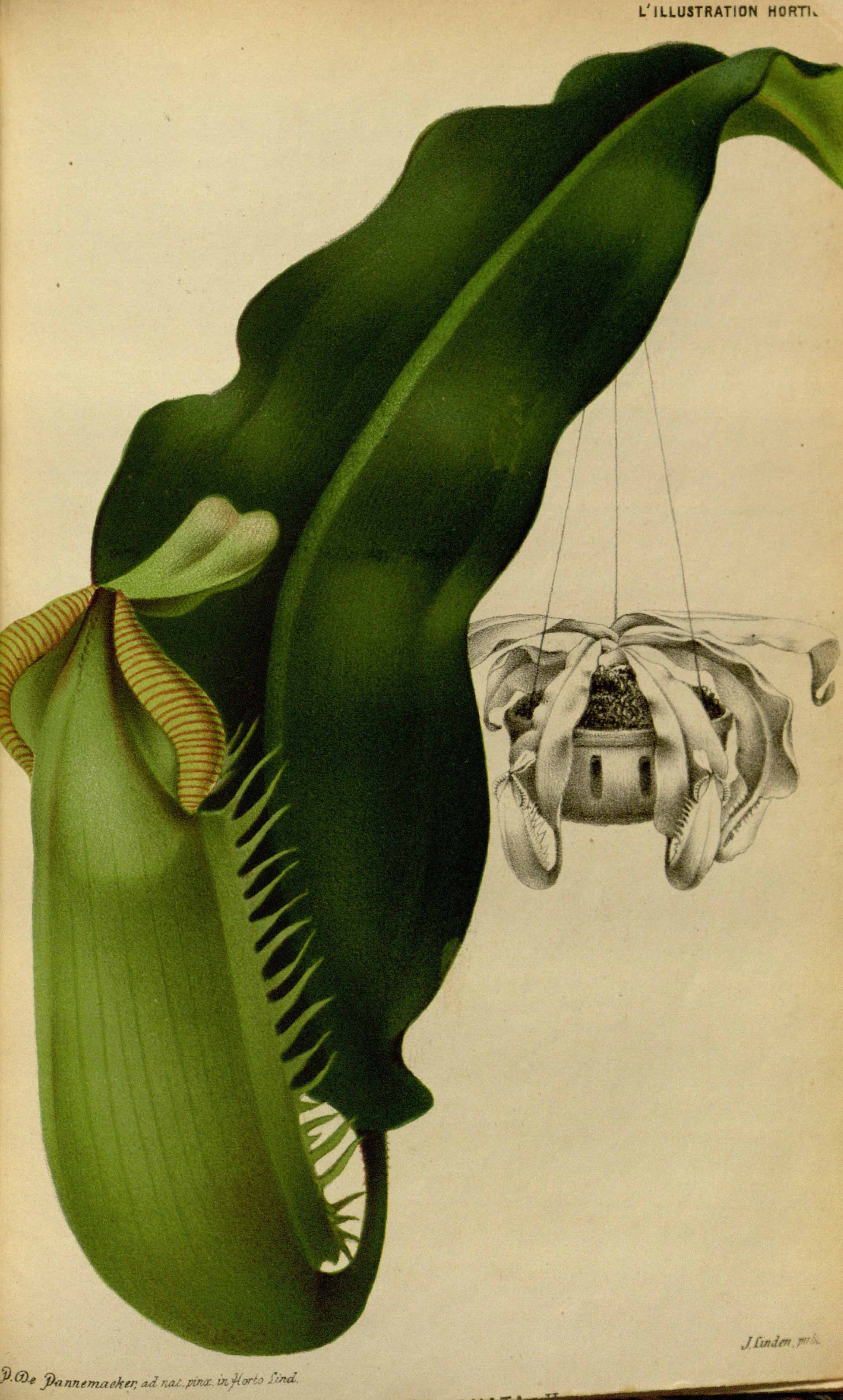
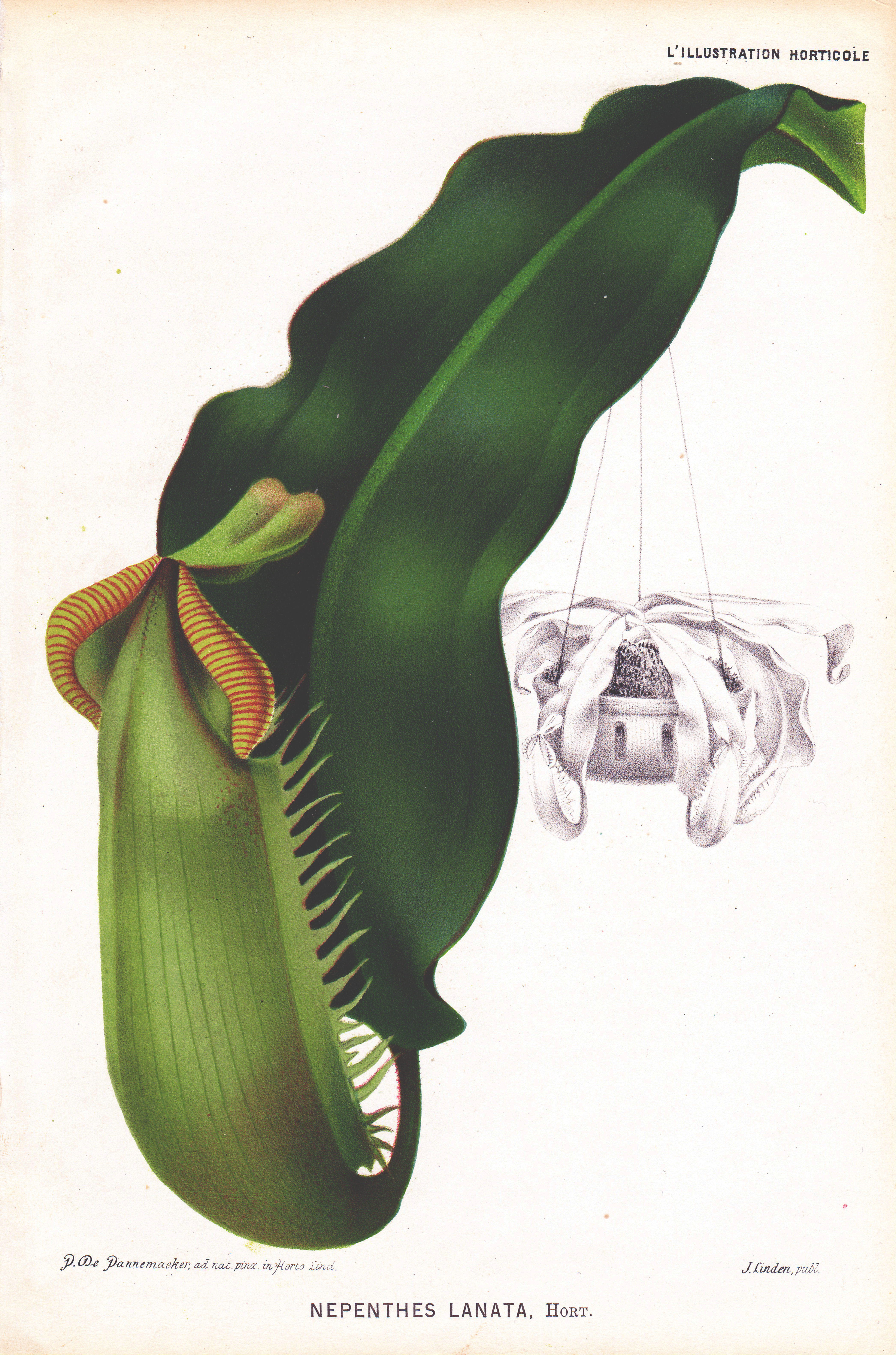
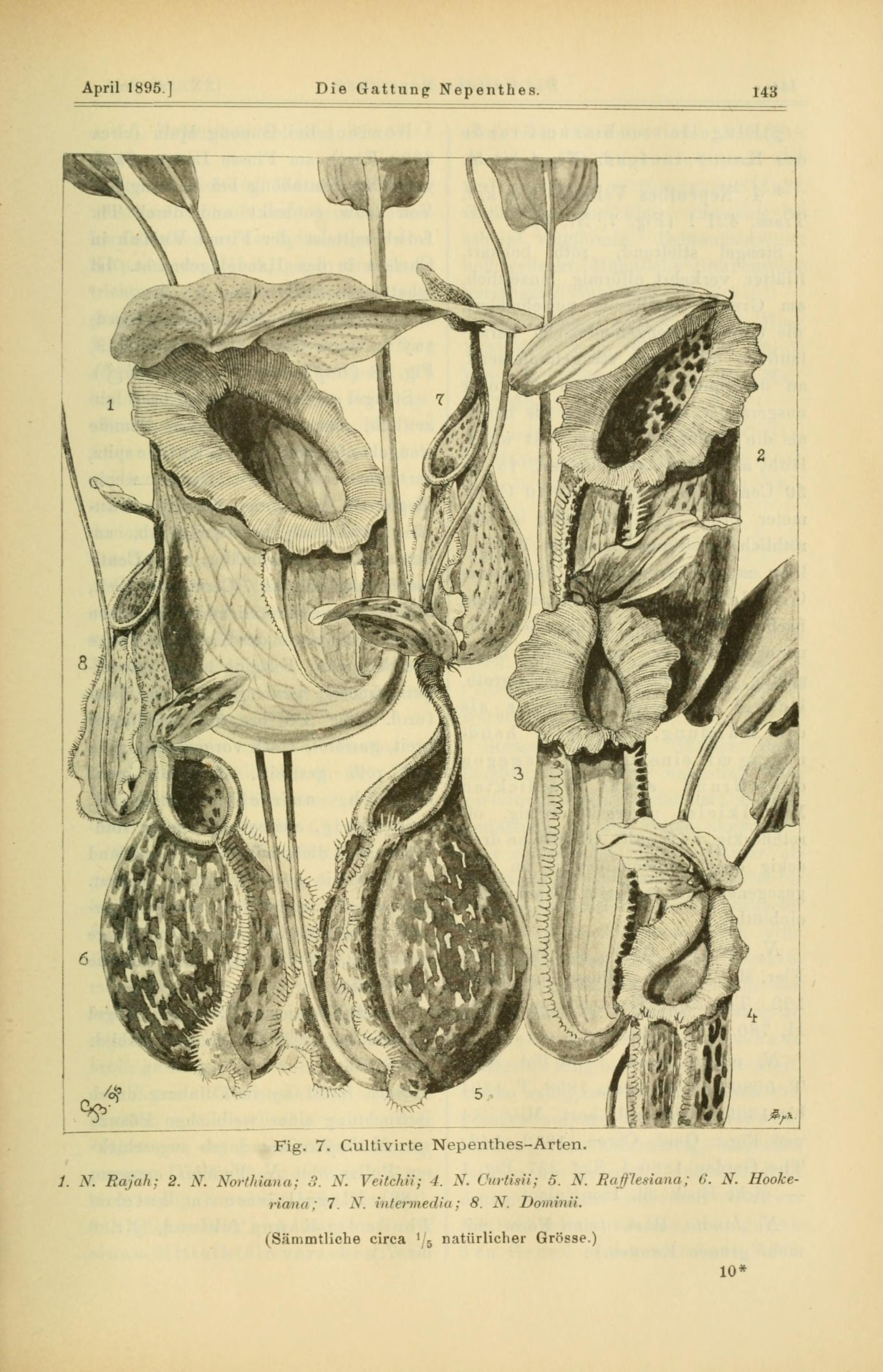